# Pterolophia luzonicola
Pterolophia luzonicola là một loài bọ cánh cứng trong họ Cerambycidae.